# (15282) Franzmarc
(15282) Franzmarc (1991 RX4) – planetoida z pasa głównego asteroid okrążająca Słońce w ciągu 5,19 lat w średniej odległości 3 j.a. Odkryta 13 września 1991 roku.